# Souhvězdí Chameleona
Chameleon je jedno z 88 souhvězdí moderní astronomie, leží na jižní obloze. Zavedli ho nizozemští mořeplavci Pieter Dirkszoon Keyser a Frederick de Houtman. Johann Bayer ho v roce 1603 zobrazil ve svém atlase Uranometria a pomohl tak k jeho rozšíření. Souhvězdí představuje ještěra měnícího barvu kůže.

## Hvězdy

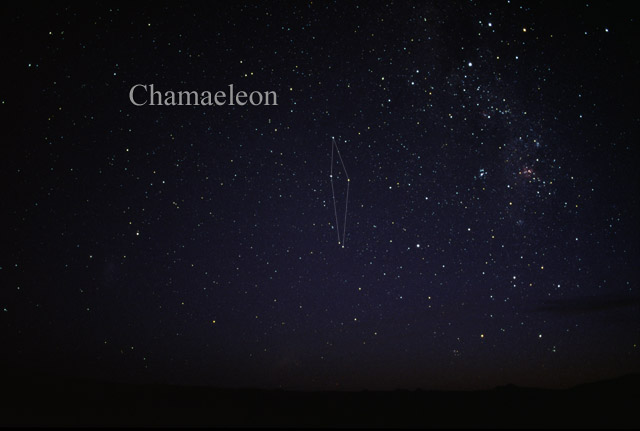
Souhvězdí Chameleona

Nejjasnější hvězda souhvězdí, Alfa Chamaeleontis, patří k nejslabším alfám na obloze. Dosahuje zdánlivé hvězdné velikosti 4,047. Má spektrální typ F5 a je od nás vzdálená jen 63,5 světelných let. Její spektrum je opravdu nezvyklé: má vysoké zastoupení lithia i dusíku, což astronomové nedokážou vysvětlit - buď totiž bývá (u mladých hvězd) vysoké zastoupení lithia, nebo (u starých) dusíku.
V tomtéž zorném poli triedru jako alfa Cha se nachází i théta Cha, díky čemuž působí jako volná dvojhvězda s poměrně vyrovnanými složkami. Ve skutečnosti ale spolu tyto hvězdy vůbec nesouvisí. Samotná théta je přitom optickou dvojhvězdou. Úhlová vzdálenost složek je 31".
Další optická dvojhvězda souhvězdí je delta Cha. Její složky s hvězdnými velikostmi 4,45 a 5,46 jsou od sebe v triedru dobře rozlišitelné. Navíc jsou barevně kontrastní. Dělí je od sebe úhlová vzdálenost 6'-7'.
Beta Cha je žhavá modrobílá hvězda. Teplota na jejím povrchu dosahuje přibližně 13 000 K. Oproti ní je gama Cha velmi chladným objektem. S teplotou „jen“ 3 500 K. Navíc je o 0,13 magnitudy jasnější než beta.

## Ostatní objekty
Ačkoli Chameleon leží mimo Mléčnou dráhu, právě v ní se nachází nám nejbližší hvězdotvornou oblast. Má označení Chameleon 1. Její nejviditelnější částí je reflexní mlhovina IC 2631.
Planetární mlhovina NGC 3195 zabírá na obloze plochu o velikosti Jupitera. Jde o poměrně slabý objekt, v kategorii planetárních mlhovin středně jasný, ale žádný jasnější objekt se už blíže k jižnímu světovému pólu nenachází.
Z galaxií je možno uvést nejjasnější NGC 2915 o zdánlivé hvězdné velikosti 12,6.

## Poloha
Chameleon je jedno z malých a slabých jižních souhvězdí nepozorovatelných z území Česka. Jeho pět nejjasnějších hvězd má přibližně stejnou zdánlivou hvězdnou velikost mezi 4,05 a 4,45. Ty tvoří úzký nepravidelní čtyřúhelník protažený ve směru východ-západ. Alfa je na jeho západním konci. Tvar souhvězdí se dá lehce najít za tmavé noci, ne však v blízkosti prosvětlených míst.

## Galerie

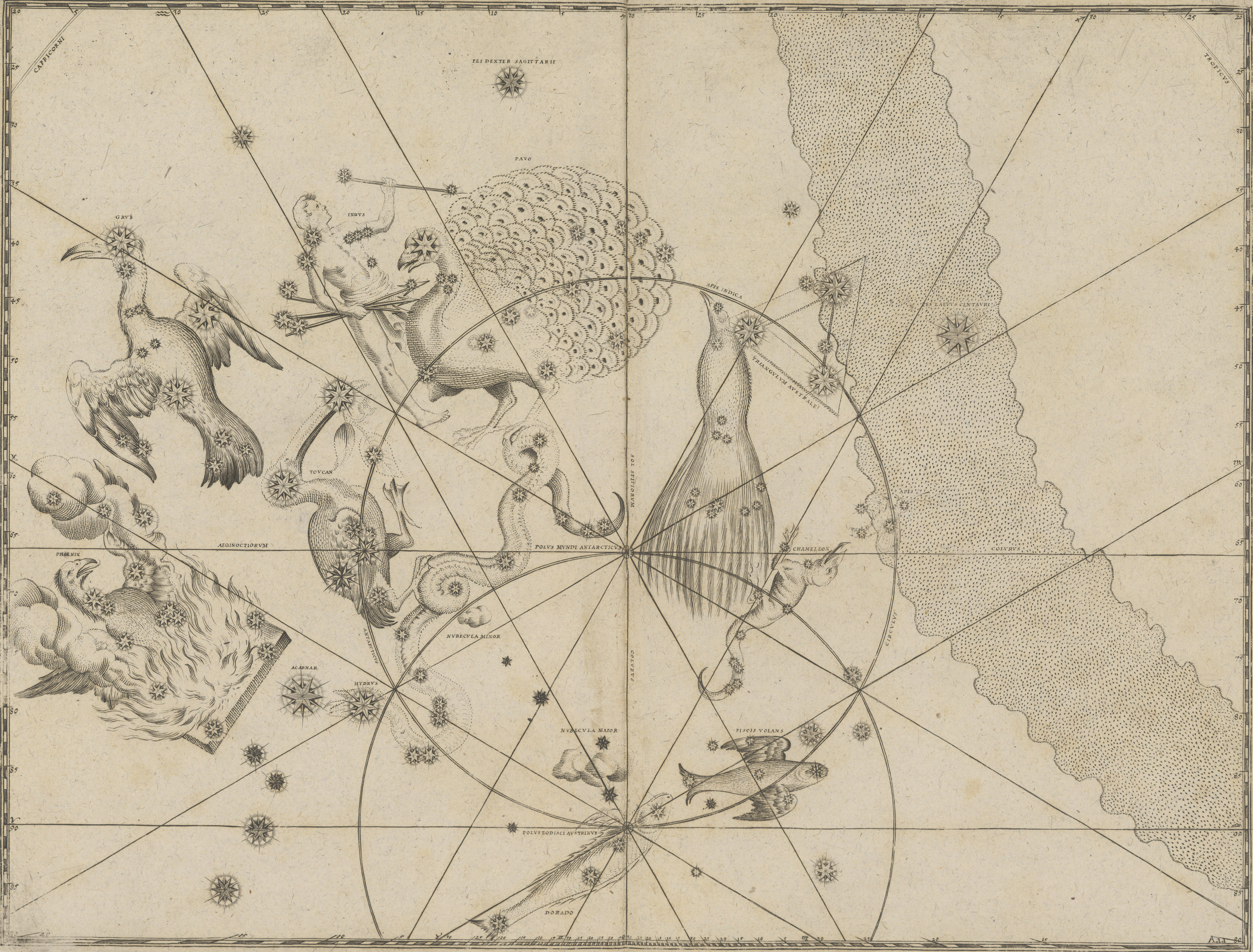
Souhvězdí Chameleona na mapě atlasu Uranometria